# Kiesgrube Adria
Die Kiesgrube Adria (ursprünglich Reichsautobahnseebad Mildensee) ist ein etwa zwölf Hektar großer Tagebaurestsee. Sie liegt im Dessau-Roßlauer Stadtteil Mildensee, unmittelbar an der A 9.

## Geschichte
Im Tagebau wurde in den 1930ern Kies für den Autobahnbau der Reichsautobahn Berlin–München gefördert. Nachdem der Autobahnabschnitt, für den der Kies benötigt wurde, fertiggestellt war, wurde das Tagebaurestloch renaturiert und am 15. Juli 1939 das „Reichsautobahnseebad Mildensee“ mit Umkleidekabinen und Gastronomie eröffnet. Heute noch erhalten und in Benutzung ist die 185 Meter lange Garderobenhalle mit offenem Vorbau sowie verschiedene Gaststättenräume. Im September 1972 wurde durch die staatliche Fluggesellschaft der DDR Interflug ein 12 Meter hoher Sprungturm und 1978 durch die Vereinigung Volkseigener Betriebe VVB Ausrüstungen für Bergbau und Schwerindustrie ein weiterer Sprungturm errichtet. Bis Anfang der 1950er Jahre wurde das Bad von der Autobahnmeisterei Dessau und später von der Stadt Dessau unterhalten. Ab Anfang der 2000er Jahre wurde das Bad verpachtet.

## Allgemein
Die ehemalige Kiesgrube liegt im Biosphärenreservat Mittelelbe und im Dessau-Wörlitzer Gartenreich. Am See und am umliegenden Gelände befindet sich heute der „Freizeitpark Adria“, auch als „Strandbad Adria“ bzw. „Waldbad Adria“ bekannt. Es befinden sich dort gastronomische Einrichtungen und ein Campingplatz mit etwa 130 Stellflächen für Dauer- und Kurzzeitcamper sowie einige Ferienhäuser und Finnhütten.
Zu erreichen ist der Freizeitpark mit dem Stadtbus Dessau, über die Abfahrt Dessau-Ost der nahe gelegenen A 9, über die B 107 sowie über den Haltepunkt Adria der Dessau-Wörlitzer Eisenbahn.